# Historia de Lérida
La historia de Lérida (España) se remonta a antes de la llegada de los romanos a la península ibérica.

## Historia antigua
Los ilergetes, de origen íbero, forman un pueblo constituido a mediados del siglo VI a. C.. Su hábitat se sitúa en zonas elevadas y, por lo tanto, es fácil imaginar Iltrida sobre la Roca Soberana. Sus caudillos más significativos fueron Indíbil y Mandonio, que se aliaron con los cartagineses contra los romanos.
El año 215 a. C. fue decisivo. Tuvo lugar la Batalla del Ebro, donde Asdrúbal, hermano de Aníbal y comandante del ejército cartaginés cae derrotado frente a los romanos. Sus aliados Indíbil y Mandonio serían finalmente dominados el año 206 AC.

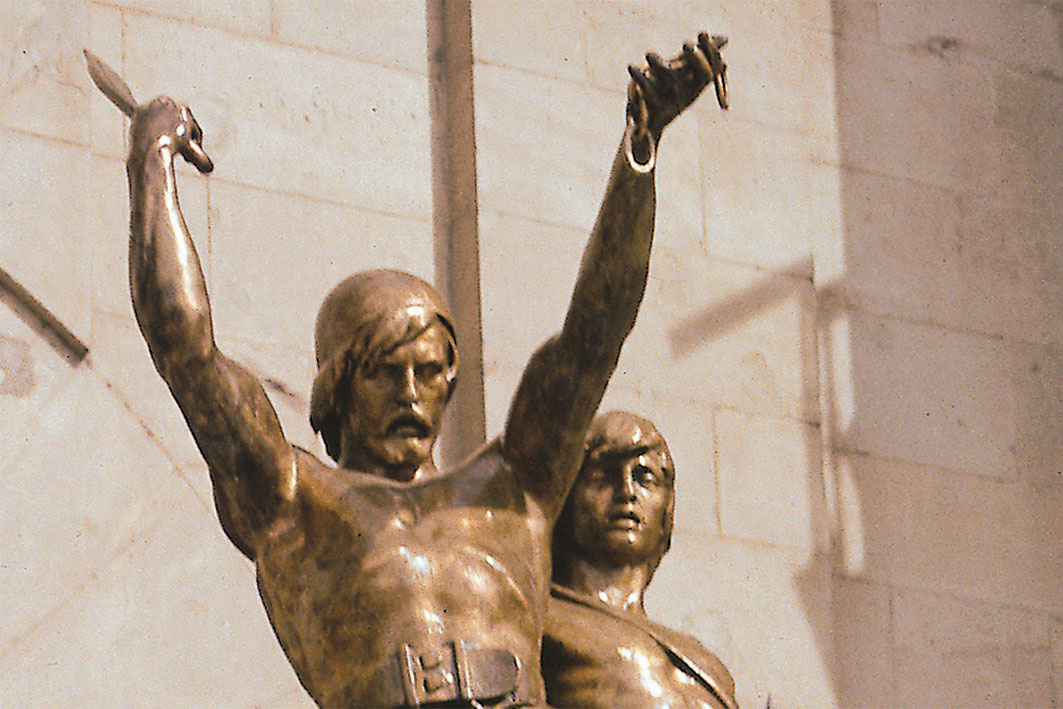
Monumento a Indíbil (a la izq.) y Mandonio

El año 195 a. C.  consigo una nueva e importante insurrección de las tribus ilergetas, lacetanas y ausetanas que fue sofocada por el cónsul Marco Porcio Catón y que supuso la muerte de los caudillos ilergetas Indíbil y Mandonio. El final de la segunda guerra púnica traería consigo la romanización y asimilación por parte de las estructuras indígenas de la cultura romana. Iltrida se convertiría en Ilerda. El año 49 a. C. Julio César libró una batalla de la Guerra Civil Romana contra Pompeyo Magno delante de sus murallas.
Alrededor del año 205, la ciudad pasó a llamarse Ilerda. Las crónicas romanas hablan de una ciudad fortificada con un puente de piedra que constituía un municipio creado en tiempos del emperador Augusto.
El municipio poseía tierras fértiles que, a finales del siglo III, fueron destruidas por bandas de bárbaros germánicos. Una época oscura, por los pocos datos que se tienen, fue la de la dominación visigoda aproximadamente desde el año 375 al 716, cuando fue sede episcopal. San Isidoro menciona a Petrus flerdensis, obispo de fines del siglo V y uno de los creadores de la liturgia mozárabe.

## Dominación musulmana
Los musulmanes se apoderaron de Lérida, Tamarite, Fraga y Monzón con la misma facilidad que lo hicieron con el resto de la península, en el 714. La ocupación se produjo entre el 716 y 719, en que el emir Al-Aahm y después Al-Hur hicieron capitular a la ciudad, en tratos que se respetaron. El magnate zaragozano Fortún se convirtió al Islam para mantener el poder, lo que ayudaría a la sumisión del pueblo. En la ciudad, la vida continuó igual, sin grandes cambios en las costumbres, culto cristiano en algunas zonas bien delimitadas, libre cultivo de las tierras, mismo régimen municipal. Los nuevos regidores serían los muladíes o renegados, que respetaron los pactos por los que los clérigos no tenían que dejar la ciudad. Desde la mitad del siglo VIII, el renegado Amrus al-Leridi ibn Yusud "Amorrós", señoreó por el valle del Segre, emparentado con los Fortún de Zaragoza. Este se opuso con mucha eficacia a las acciones militares de Ludovico Pío que saqueó la ciudad en el 801. Amrus al-Leridi recuperaría la ciudad al poco tiempo y el resto del territorio entre el 802 y el 809. Estas escaramuzas provocarían el endurecimiento del trato hacia los mozárabes, que finalmente tuvieron que emigrar. Amrus al-Leridi jamás se preocupó de restaurar la ciudad, por lo que los Banu Qasi, familia fundada por los Fortún, encontraron una ciudad en ruinas a su llegada al dominio de la ciudad. Fue el sucesor de Amrus al-Leridi, Ismaíl ibn Musa, quien fortificó la Zuda. 

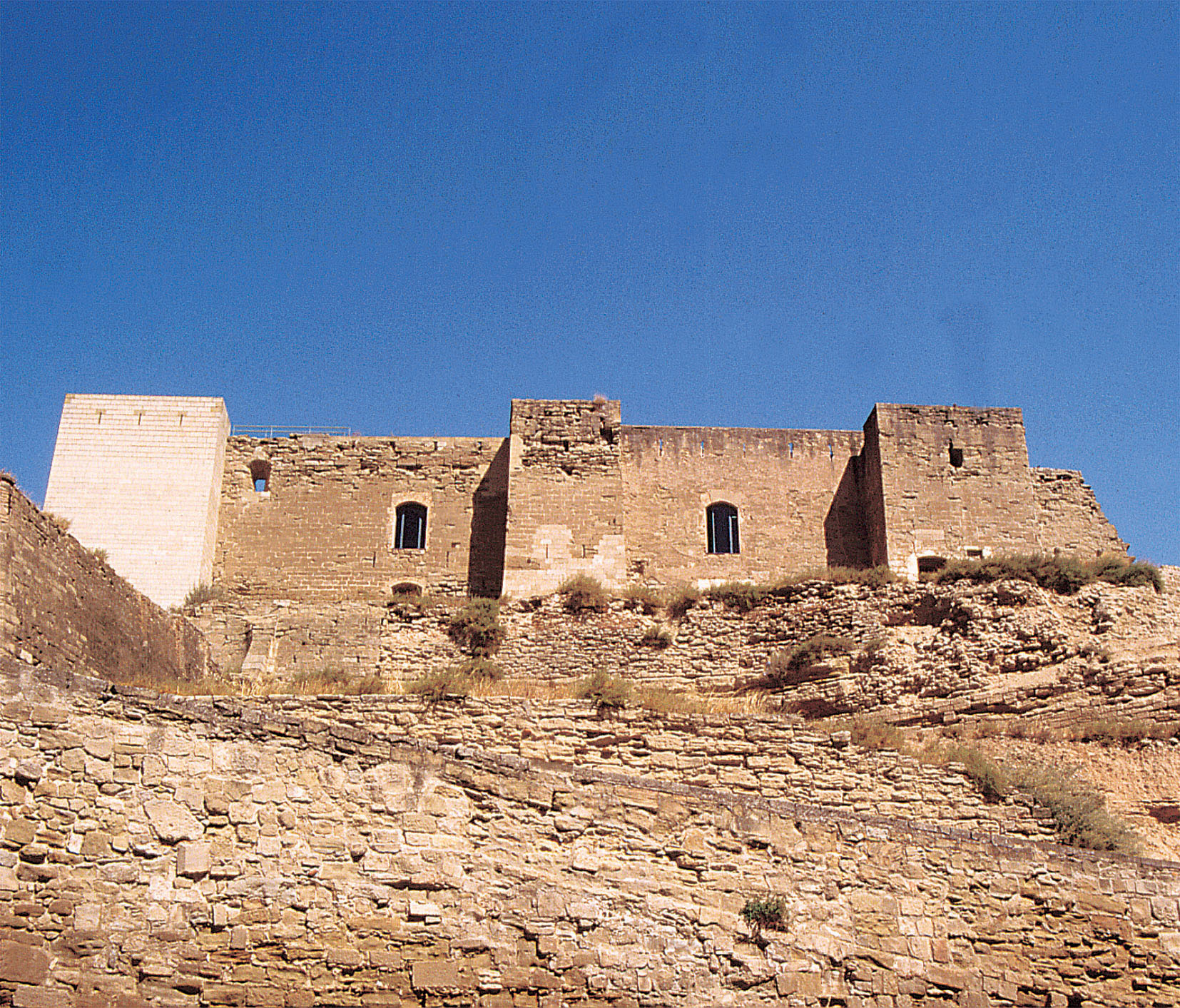
Castillo de La Suda

A causa del poder y el peligro que suponía el valí leridense, Wifredo el Velloso entró en guerra con Lope ibn Muhámmad, nuevo valí, de la familia de los Banu Qasi. En una batalla murió el conde cristiano en el año 897. El 22 de mayo del 922, los habitantes de Lérida entregaron la ciudad a Muhámmad ibn Lope ibn Musa, nieto de Musa y sobrino del anterior. Su comportamiento hizo que los ciudadanos lo expulsasen de la ciudad y aceptasen a Háshim ibn Muhámmad ibn al-Rahman. Una serie de traiciones y guerras por el control de la zona hizo que empezase en Lérida el dominio de los tuyibíes, que querían unificar la comarca, constituyendo un reino de taifa, aunque fingiendo cierta fidelidad al emir de Córdoba. En este tiempo, la ciudad estaba muy fortificada con la catedral visigoda convertida en mezquita. Las expediciones de Almanzor y de su hijo Almuzáfar partieron de Lérida, recibiendo ayuda de los tuyibíes y otros jefes berberiscos, dando lugar a una fuerte y buena relación entre la ciudad y el califato, sobre todo con Hisam II. Pero poco después un noble árabe, Sulaymān ibn Muhammad ibn Hūd, se apoderó de Lérida, conquistando a su vez toda la zona, hasta Zaragoza, proclamándose rey. Acogió Lérida al último califa de Córdoba Hisham III donde falleció y fue enterrado. Al morir Sulaymān, repartió las tierras entre sus hijos, dando el Leridense a su hijo mayor Yúsuf al-Muzzáfar, que para defenderse de su hermano Áhmad de Zaragoza inició una guerra en 1051, perdiendo la ciudad en 1079. Áhmad, nuevo rey, murió entre 1081 y 1082 dejando Lérida, Tortosa y Denia a su hijo al-Múndir. Este, aliado con Sancho Ramírez y Berenguer Ramón II (conde de Barcelona), pierde sus territorios a manos de su hermano Mutamán, que se alió con el Cid. El último rey de Lérida fue Sulaymán, destronado por los almorávides en 1102. Estos usaron Lérida como base de incursión en los condados catalanes.
En la Lleida musulmana también convivieron otras religiones, teniendo noticias de un barrio mozárabe en la derecha de la calle Cavallers, "el Romeu". La existencia de judíos queda patente con el "fossar dels jueus", un cementerio en los arrabales, aunque no se sabe si vivían en un barrio aparte.
mi

## Conquista cristiana
El año 1120, el valí almorávide Ibn Hilal o Avifelel, pactó con Berenguer Ramón III, que le toma Corbins, comprometiéndose a ayudarle contra los moros de Tortosa y le cedió Gebut, Alfés y Castelldans, por lo que el territorio queda muy reducido quedando en 1149 en El Segriá y Les Garrigues. Este trato irritó a Alfonso I el Batallador que sitió Lérida en 1123, tomando Gardeny. En 1126 Ibn Ganya "Avinganya" tomó Corbins y venció al rey Alfonso I de Aragón en Fraga en el 1134, rompiendo así el sitio. Posteriormente, el conde Ramón Berenguer IV de Barcelona y Príncipe de Aragón y el conde Ermengol VI de Urgel hicieron capitular al último rey Muzzáfar, después de un asedio, iniciado en marzo o abril de 1149.
Tras siete meses de asedio, el 24 de octubre de 1149 la ciudad se rindió a las tropas de Ramón Berenguer IV el Santo y de Ermengol VI de Urgel. Se otorgó la Carta de Población a la ciudad en 1150, y se estableció el "Marquesado de Lérida", que comprendía la ciudad y las zonas de su alrededor recientemente conquistadas. El señorío de la ciudad se otorgó a Guillermo Ramón I de Moncada que era senescal de Barcelona.

## La corona de Aragón
El 1150 en el "Castell Reial" de la ciudad de Lérida se celebraron los esponsales (ceremonia real, al llegar Petronila a la edad legal) del Conde de Barcelona, Ramón Berenguer IV y Petronila.

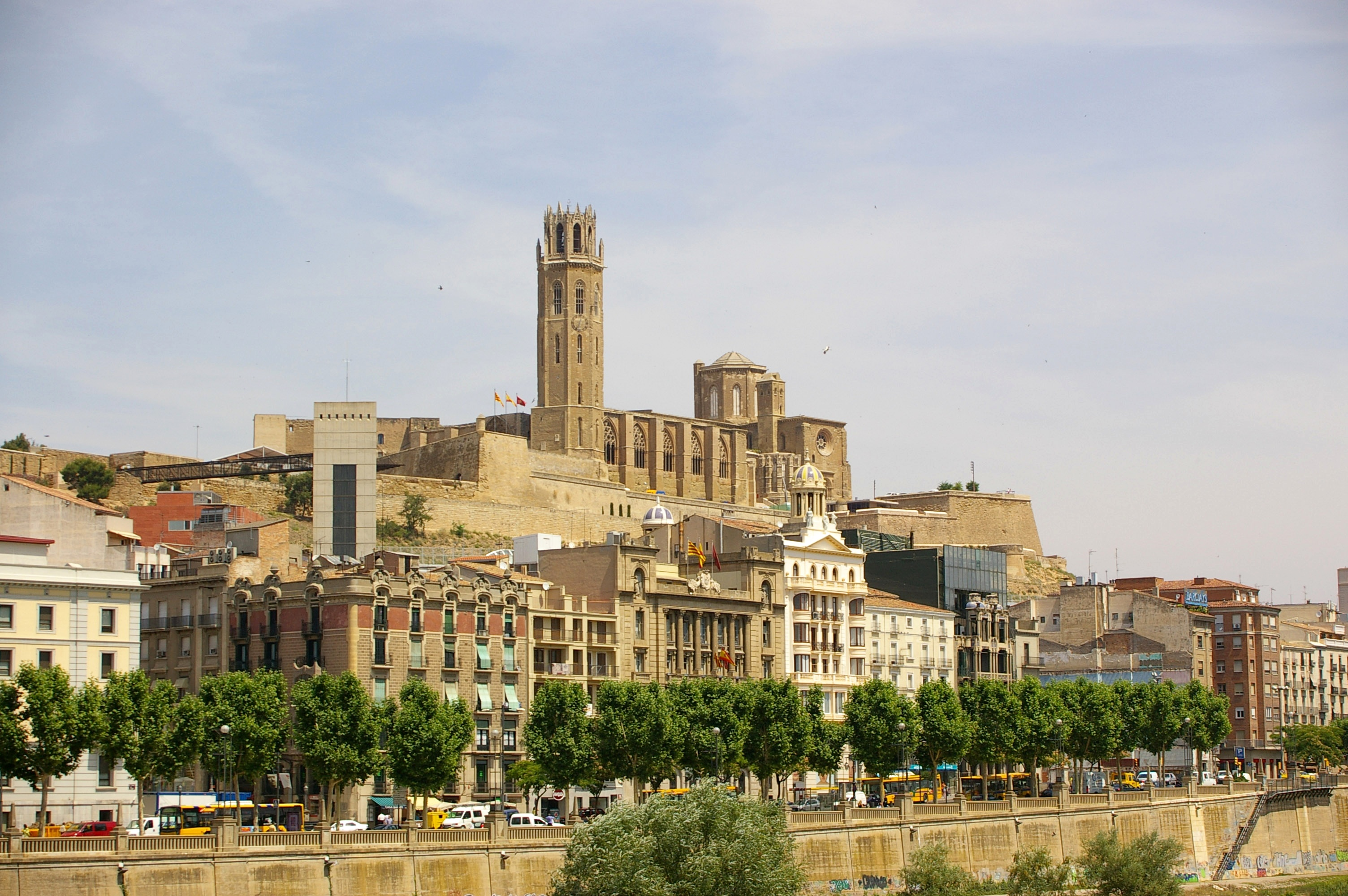
Imagen de la Seo Vieja

El año 1193 el Capítulo de Lérida encargó el diseño de una nueva catedral para la ciudad al Maestro de Obras Pere de Coma. Su construcción comenzó en el 22 de julio de 1203 (día en que se colocó la primera piedra de la cual existe una lápida conmemorativa situada en el Ábside Mayor), bajo la dirección de Pere de Coma como “Magister Operis Sedis Ilerdensis”.
En 1214 fueron convocadas las Cortes Generales en el Castillo de la Suda para expresar el apoyo de los tres "brazos" (el eclesiástico, el nobiliario y las ciudades sometidas al rey) a Jaime I de Aragón, entonces un niño de seis años.
Desde 1217 el Rey Jaime I de Aragón celebraba asambleas para discutir las cuestiones internas de los territorios de la corona, y desde 1283 Pedro el Grande se comprometió a celebrar Cortes Generales una vez al año. A causa de las numerosas guerras durante el reinado del Ceremonioso se creó la necesidad de establecer una delegación permanente que se ocupara de todas las cuestiones que surgieran entre cada una de estas "Cortes Generales de Cataluña", surgiendo así la Diputación del General en las Cortes de Cervera (provincia de Lérida) en 1359.
El 30 de octubre de 1278 el Obispo de Lérida Guillem de Montcada consagró a Santa María la nueva catedral. (Conocida actualmente como la Seo Vieja de Lérida)

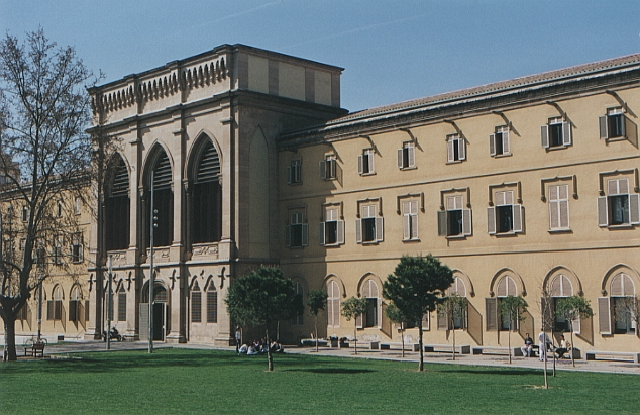
Universidad de Lérida

En 1297, Jaime II fundó el famoso Estudio General (Studium Generale), gracias a una bula pontificia de Bonifacio VIII. El Estudio General es por lo tanto la universidad más antigua de la antigua Corona de Aragón, permaneciendo activa hasta 1717, cuando Felipe V ordenó su cierre y la destrucción del burgo universitario.
Desde 1382, el gobierno de la ciudad se instaló en el antiguo Palacio de los Sanaüja, obra significativa del románico civil. A partir se ese momento, el edificio pasa a llamarse Palacio de la Paería. El nombre de Paería corresponde a un privilegio de Jaime I (1264), que sustituyó el antiguo consulado, de origen romano, por Paería como forma de gobierno municipal.
Las Cortes Generales, reunidas en Lérida en 1460, pidieron a Juan II de Aragón que liberara a su hijo Carlos de Viana (conocido como Príncipe de Viana desde la Capitulación de Villafranca) y le obligaron a acatar en 1462 la Capitulación de Villafranca del Penedés, donde se le prohibió entrar en Cataluña sin permiso y se limitaba notablemente su autoridad real.
Carlos muere el 23 de septiembre de 1461 a consecuencia de una enfermedad pulmonar (o envenenamiento, como se llegó a especular, señalando a su madrastra Juana Enríquez). Su muerte y el incumplimiento de lo pactado en Villafranca del Penedés desencadenó la guerra civil catalana, que coincidió con la revuelta del campesinado, iniciada en febrero de 1462 (conocida como la revuelta de los payeses de remensa). El rey logró mantener la fidelidad de Aragón, Valencia y Sicilia frente a la revuelta de Cataluña, donde se le consideró desposeído de la Corona.
El 6 de julio de 1464, después de seis meses de asedio y de continuos ataques a la ciudad, Juan II de Aragón logró su capitulación. La magnitud de los ataques fue devastadora, las huertas cercanas a la ciudad fueron arrasadas, desaparecieron algunos arrabales y 400 casas fueron destruidas. Lérida tardaría mucho tiempo en recuperarse.

## Historia moderna y contemporánea
Durante la sublevación de Cataluña (1640-1659), conocida como "Corpus de Sangre" o "Guerra dels Segadors", Lérida fue atacada cuatro veces y sitiada en tres ocasiones.
En 1642 Felipe IV decidió lanzar una ofensiva para retomar la ciudad de Lérida. Tropas de Zaragoza y Tarragona fueron enviadas para atacar al ejército francés en Lérida. La batalla tuvo lugar fuera de la ciudad y tras duros enfrentamientos el ejército español al mando del Duque de Leganés se retiró, no sin antes haber causado grandes bajas a los franceses.
En 1644 Felipe IV, derrotó a La Motte en batalla, poniendo sitio a la ciudad, la cual acabaría sometiendo pese a la oposición del Conde. Sería en 1646 cuando tropas catalano-francesas al mando del general Harcourt sitiaron en vano Lérida, siendo derrotados en Santa Cecilia por Leganés y en 1647 (sitio de Santa Cecilia) lo volverían a probar de nuevo al mando del general Condé con igual resultado. Al final del conflicto la ciudad quedó prácticamente destruida (sólo quedaron 300 edificios habitables).
Durante la Guerra de Sucesión Española (1701-1715), la ciudad de Lérida apoyó al archiduque Carlos de Austria frente a Felipe V.
El 21 de septiembre de 1705 llegaron a la ciudad los jefes militares Manuel Desvalls y Miquel Sobies de Tàrrega, con un ejército de 1000 hombres y forzaron a los “paers” a adherirse a la causa del archiduque. Poco después las tropas francesas se harían con el control de la ciudad.
A mediados de junio de 1707, Felipe de Orleáns y el general Noailles instalarían su cuartel general en Balaguer. La población de los pueblos vecinos se refugió en la ciudad, concretamente en el convento del “Roser”. Desde esta cercana ciudad, planificarían la ofensiva a Lérida que se inició el 31 de agosto. La guarnición defensiva, compuesta por voluntarios de la ciudad y de las comarcas limítrofes, reforzadas por compañías de soldados ingleses sumaba un total de 2000 hombres. La ciudad soportó un asedio (Asedio de Lérida (1707)) mortífero y destructor como no había conocido a lo largo de su historia. Finalmente, después de tres devastadores meses, la ciudad acabó rindiéndose a las tropas de Felipe V. Como castigo a la gran resistencia que opuso la ciudad, las 700 personas refugiadas en el convento del “Roser” fueron ejecutadas. Se mandó destruir el centro histórico de la ciudad y suprimió el Estudi General. El núcleo antiguo de la ciudad, construido en torno a la Seo Vieja, desapareció. 

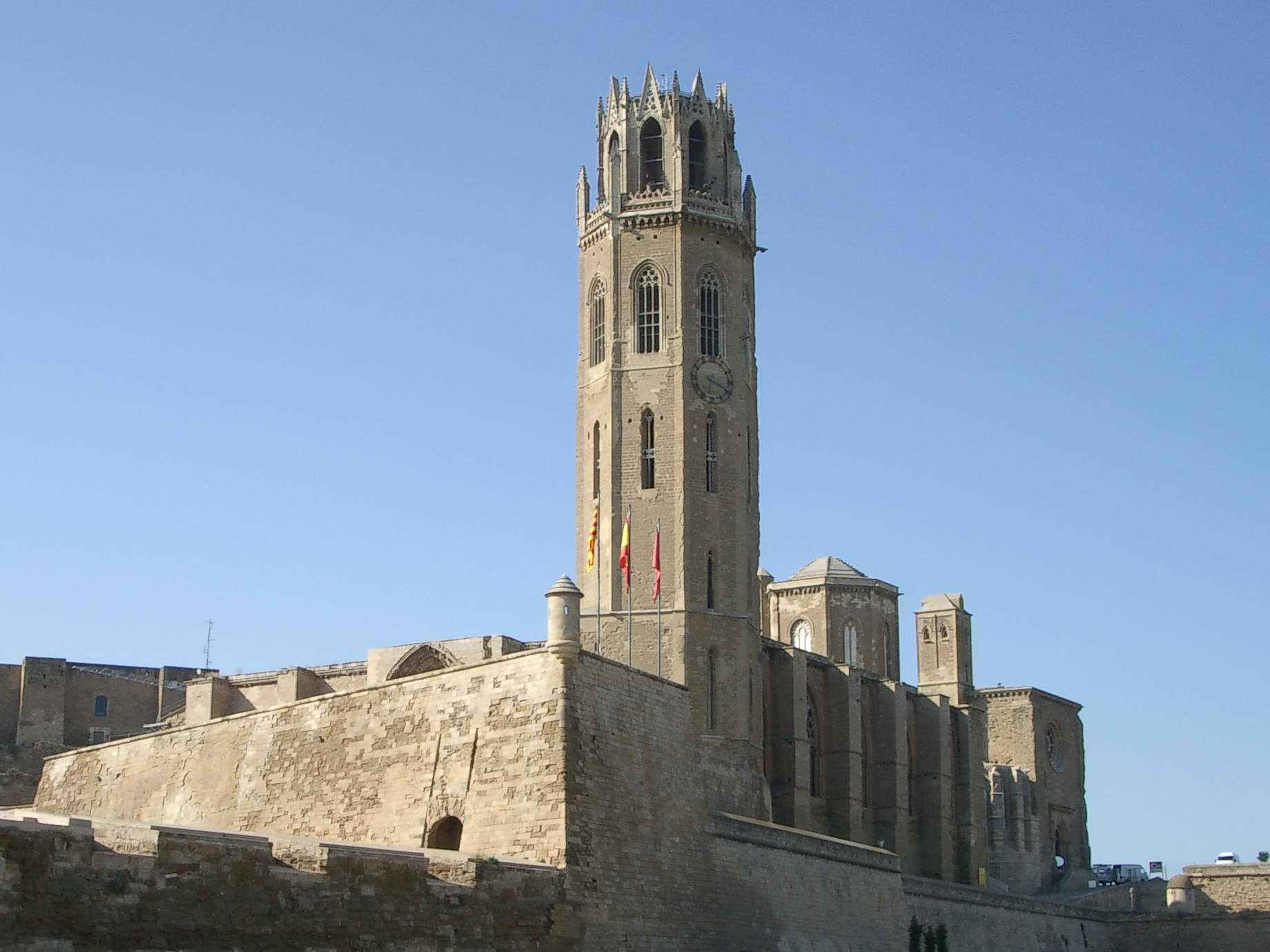
Seo Vieja de Lérida

El tejido urbano medieval fue arrasado: desparecieron calles, plazas, palacios, conventos, iglesias, casas particulares... y a punto estuvo de hacerlo la misma catedral románico-gótica, que acabó convertida en cuartel. El montículo sobre el que se extendía la ciudad de Lérida se convirtió en una ciudadela militar donde una guarnición vigilaba los movimientos de los habitantes de la ciudad. La población superviviente fue desplazada a barrios de nueva creación y se edificó una nueva catedral: la Seo Nueva.
Lérida no se rehízo hasta el año 1758 con el establecimiento de la “Junta del Sequiatge” (Junta del Cequiaje) demandada insistentemente por los "pagesos" (agricultores), que obtuvieron prerrogativas de riego similares a las que tenían en tiempos de la Paeria. De nuevo, la agricultura y la ganadería serían los motores de la recuperación.
El ferrocarril llegó a la ciudad en 1860.
Durante la guerra civil española, en noviembre de 1937 la ciudad sufrió un grave bombardeo por parte de la aviación del Bando sublevado.